# Песма Евровизије: Прича ватрене саге
Песма Евровизије: Прича ватрене саге (енгл. Eurovision Song Contest: The Story of Fire Saga) амерички је мјузикл-хумористички филм из 2020. године чији је режисер Дејвид Добкин и писци Вил Ферел и Ендру Стил. Филм прати исландске певаче Ларса Ерксонга и Сигрит Ериксдотир (Ферел и Рејчел Макадамс) којима је дата шанса да представљају своју земљу на Песми Евровизије. Такође глуме Пирс Броснан, Ден Стивенс и Деми Ловато.
Филм Песма Евровизије: Прича ватрене саге је првобитно заказан за мај 2020. године заједно са такмичењем Песма Евровизије 2020. Међутим, након што је Песма Евровизије 2020. отказана због пандемије вируса корона, филм је приказан месец дана касније, 26. јуна на стриминг услузи Netflix. Добио је помешан пријем критичара.

## Заплет
У малом граду Хусавику на Исланду, Ларс Ериксонг и Сигрит Ериксдотир, најбољи пријатељи од детињства, заједно праве музику као група Ватрена Сага, нешто што Ларсов отац удовац Ерик не одобрава. Ларс има један сан: да победи на Песми Евровизије. Тај сан се родио пошто је на телевизији видео АББА-у како изводи Waterloo на Евровизији 1974. Ларс жели да приказује своју уметност својим суграђанима, али у бару где свирају, једина песма коју публика жели да чује је сугестивна бесмислица Ja Ja Ding Dong. Пар се пријавио на исландски избор за Песму Евровизије Сонгвакепнин и насумичним одабиром бивају изабрани пошто комисију није било брига ко учествује, јер су веровали да су већ пронашли победничку песму. Ларс је толико узбуђен кад је сазнао да је Ватрена Сага изабрана за Сонгвакепнин да је звонио звоном у градском звонику који служи за оглашавање узбуна. Потом бива ухапшен јер је сигнализирао хитан случај кад га није било. Током саслушања, Ларс, у своју одбрану, наводи да је град близу смрти и да је његов улазак на избор за исландску песму последња шанса коју град има да преживи. Ларс је пуштен након што је Сигрит убедила полицајце да га пусте. У предграђу Хусавика, Сигрит, која верује у стару исландску традицију вилењака, тражи од вилењака помоћ да победе на Сонгвакепнину, у нади да ће, ако Ватрена Сага победи, Ларс коначно узвратити њену љубав према њему.
Због техничких потешкоћа и Ларсовог кашњења на сцену, наступ Ватрене Саге на Сонгвакепнину је катастрофа, а победу односи талентована фавориткиња Катјана Линдсдотир. Ларс, утучен, одбија да присуствује забави на јахти приређеној за све финалисте и разочаран седи на доку док Сигрит покушава да га утеши. Јахта изненада експлодира, убијајући све на броду. Ватрена Сага, као једини преживели такмичари, постају исландски представници на Песми Евровизије. Ларс каже Стефану, бубњару у бару у ком Ватрена Сага свира, да им се неће придружити на путовању, нешто што не разочара Стефана који има само негативна осећања у вези са Евровизијом. Ларс и Сигрит стижу у Единбург, у Шкотској, где се одржава Евровизија. Када су тамо, муче се са новим ремиксом своје песме коју Ларс жели да изведе на такмичењу и његовом жељом за велелепним, кичастим сценским дизајном. Они упознају Александра Лемтова, руског певача који је фаворит за победу на такмичењу.
Александар позива Ларса и Сигрит на забаву у својој кући, којој присуствују бројни стварни бивши такмичари Евровизије, при чему их обоје упознаје са грчком такмичарком Митом Ксенакис. Они се придружују осталим такмичарима (укључујући и пар стварних извођача са Песме Евровизије) у извођењу Song-Along (споју песама који садржи Believe од Шер, Ray of Light од Мадоне, Ne Partez Pas Sans Moi од Селин Дион, Waterloo од АББА-е и I Gotta Feeling од The Black Eyes Peas). Александар и Сигрит проводе ноћ заједно, као и Ларс и Мита (иако ниједан пар нема секс). Александар дели Ларсову жељу да путује по свету и прави музику са Сигрит, али она одбија да прихвати. Ларс је скептичан према Сигритином љубавном интересовању за њега, верујући да она жели романтичну везу са Александром. Сигрит пориче да је спавала са Александром током њиховог тајног боравка заједно, и охрабрује Ларса да спава са свима у Хусавику и постане нова „секс машина“, на шта Ларс у шали пристаје. Сигрит назива Ларса ниским и критикује га што им је упропастио наступ. Након пробе, Ларс излази напоље и седа поред фонтане, види себе у одразу воде, и упућује себи негативне коментаре о себи и стварима које је урадио и рекао, слажући се са Сигрит да је низак. Група од четворо америчких туриста наилази и баца камен у воду који уништава његов одраз како би му привукли пажњу, узнемирујући га и питају га да ли седи на фонтани која је се појављује у у ТВ серији „Игра престола”. Због њиховог понашања Ларс губи поштовање према Американцима и вређа их. Вративши се у хотел, Ларс чује како Сигрит ради на новој песми у њиховој хотелској соби и претпоставља да је то љубавна песма направљена за Александра. Катјанин дух се појављује Ларсу и упозорава га да му је живот у опасности; Ларс је игнорише и одлази. Ватрена Сага се помирује пре полуфинала где кладионичари предвиђају да ће завршити последњи.
Током полуфиналног такмичења, извођење њихове песме Double Trouble у почетку иде добро на изненађење коментатора, али је поремећено због несреће у којој су учествовали Сигритов шал и џиновски точак за хрчка. Опорављају се и завршавају песму, али их је дочекала заглушујућа тишина и разбацани смех. Убеђени да је Ватрена Сага постала подсмех Европе, они одлазе са бине, несвесни да је публика избила у аплауз и навијање због упорности да доврше наступ. Ларс, понижен, одбија да седи са осталим такмичарима у зеленој соби и да сачека резултате, осећајући да нема шансе да Ватрена Сага прође у финале. Сигрит га моли да остане, буде храбар и не изневери Исланд, иако и она верује да ће испасти из такмичења. Ларс љутито одбија; Сигрит изјављује да су сви снови о романтичној вези између ње и Ларса завршени. Баш када је Сигрит кренула према зеленој соби, Ларс јој каже да отпева своју љубавну песму за Александра. Сломљена срца, Сигрит одговара да је то написала за Ларса. Ларс је затечен, али се ипак се враћа у Хусавик где добија посао на рибарском броду. Не знајући да је Ватрена Сага изгласана за финале, Ларс каже Стефану да ће постати рибар и напити се до смрти. Пре одласка, подстиче Стефана да се одрекне свих својих снова док је још млад.
На мору, Ларс разговара са Ериком и признаје своју љубав према Сигрит, а Ерик му говори да се врати и бори за своју љубав. Сазнавши да је Исланд у финалу, Ларс одмах скаче са чамца и плива на обалу. У међувремену, Александар види прилику да успостави љубавну везу са Сигрит и покушава да је придобије животињама, али она не жели да одговори. Ларс добија превоз до Рејкјавика у виду Виктора Карлосона (гувернер Централне банке Исланда и један од чланова исландске делегације за Песму Евровизије), који покушава да убије Ларса и открива му да је дигао у ваздух јахту на ком су били такмичари Сонгвакепнина, пошто је Исланд банкротирао и не може дс приушти да буде домаћин Евровизије следеће године ако Ватрена Сага победи. Срећом, вилењаци спасавају Ларса убивши Виктора, доказујући Ларсу да вилењаци постоје. Ларс стиже до арене баш на време да наступи, након што је стопирао исту групу Американаца које је упознао код фонтане, који у почетку нису вољни да га повезу и које подвргава коментарима који садрже негативне стереотипе о Американцима. У арени, Катјанин дух се поново појављује да упозори Ларса — овог пута спомињући Виктора по имену — али Ларс отворено обавештава да је Виктор мртав. Прекидајући почетак Сигритине песме, он је охрабрује да одбаци њихов званични улазак и изведе песму коју је написала за њега, „Хусавик“. Ларс почиње да свира песму на клавиру, а Сигрит наставља са певањем.
Гледајући код куће, њихови пријатељи, породице и исландска делегација су дирнути, откривајући да песма није само ода њиховом граду, са текстом на исландском и задивљујућим завршетком, већ и прелепа песма која обузима цео аудиторијум. Ерик поносно гледа такмичење са Сигритином мајком, Хелком. Након завршетка представе, Ларс и Сигрит се љубе на сцени док публика гледа са одушевљењем. Александар, за кога се открије да је геј, жали се на Мити на чињеницу да његова земља не прихвата хомосексуалност и разматра могућност да се пресели у Грчку са њом. Ватрена Сага је дисквалификована због промене песме током такмичења, али су и Ларс и Сигрит изгубили интересовање за победу на такмичењу, схвативши да је њихов однос важнији.
По повратку у Хусавик, Ларс и Сигрит су се пробудили у аутобусу пред раздраганом гомилом локалног становништва. Филм скаче напред годину или две; Ватрена Сага још увек наступа у локалном бару, овог пута на свадбеном пријему Ларсовог оца и Сигритине мајке. Ларс и Сигрит носе своју новорођену бебу на бини док наступају. Питају да ли неко жели да чује њихову песму са Евровизије, али све што публика жели да чује је "Ја Ја Динг Донг".